# کارل اشپیتسوگ
کارل اشپیتسوِگ (به آلمانی: Carl Spitzweg) (زادهٔ ۵ فوریهٔ ۱۸۰۸ – درگذشتهٔ ۲۳ سپتامبر ۱۸۸۵) نقاش اهل آلمان بود. از مشهورترین آثار او می‌توان به کرم کتاب (۱۸۵۰) اشاره کرد. او یکی از مهم‌ترین نقاشان جنبش بیدرمایر محسوب می‌شود.

## نگارخانه

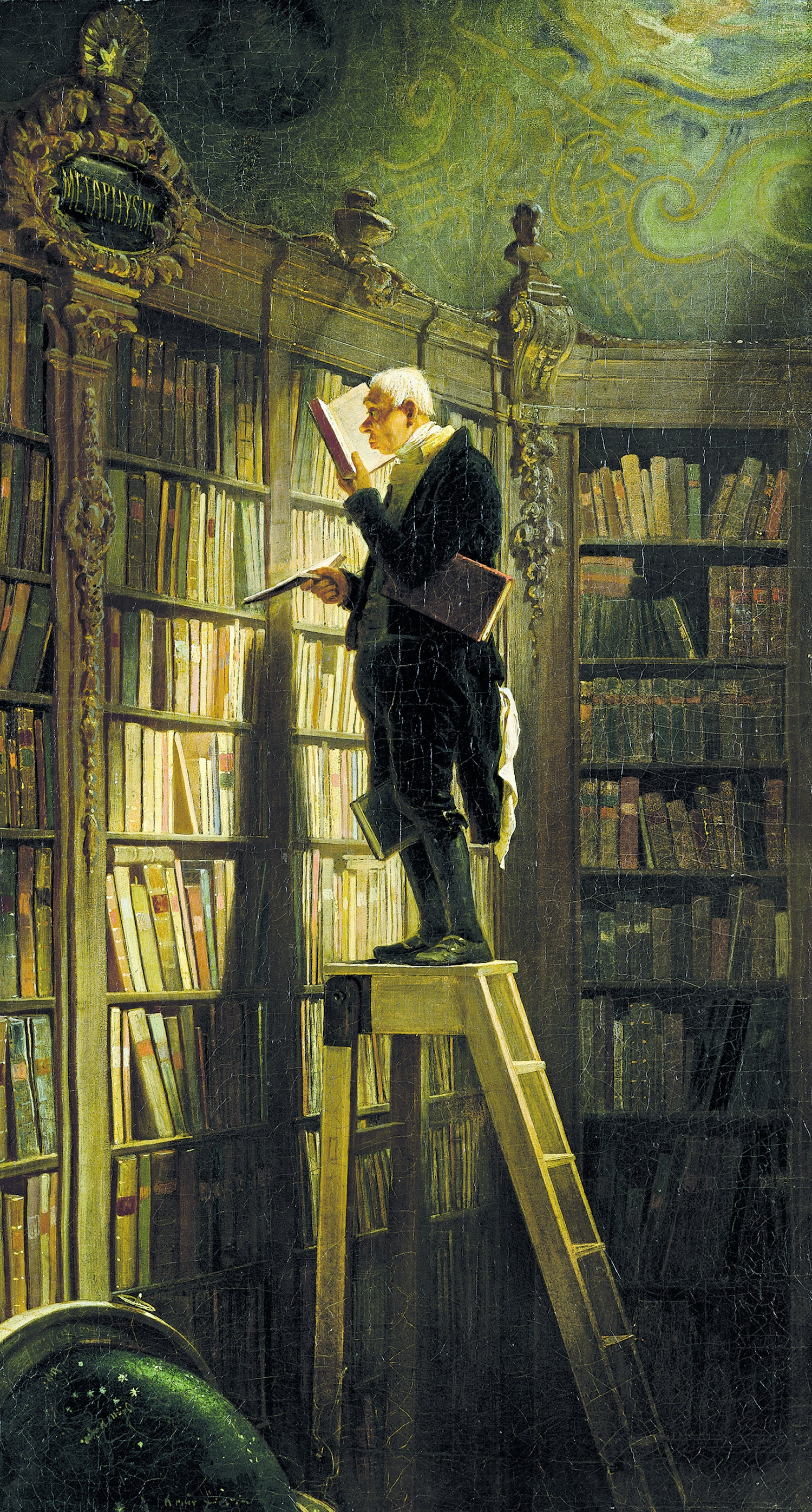
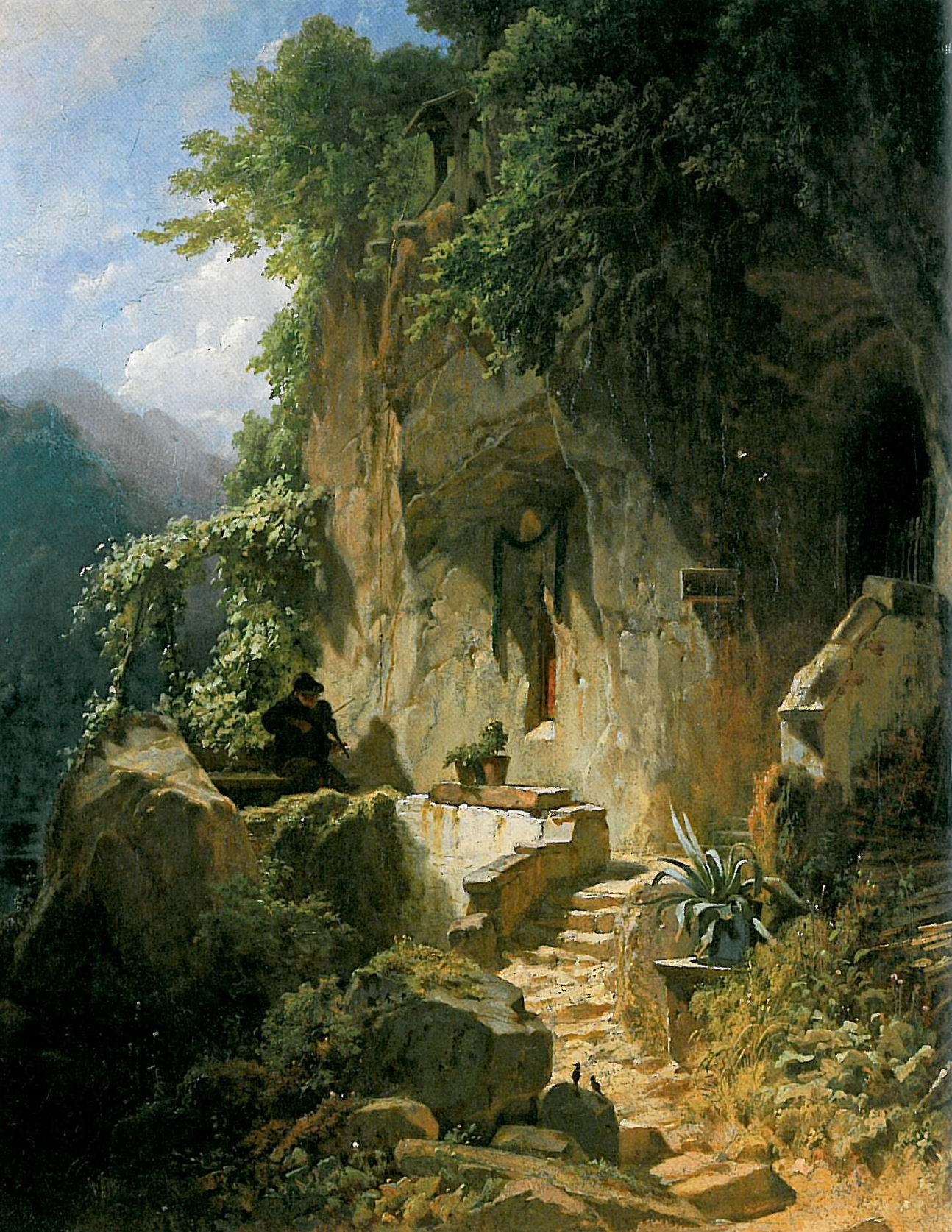
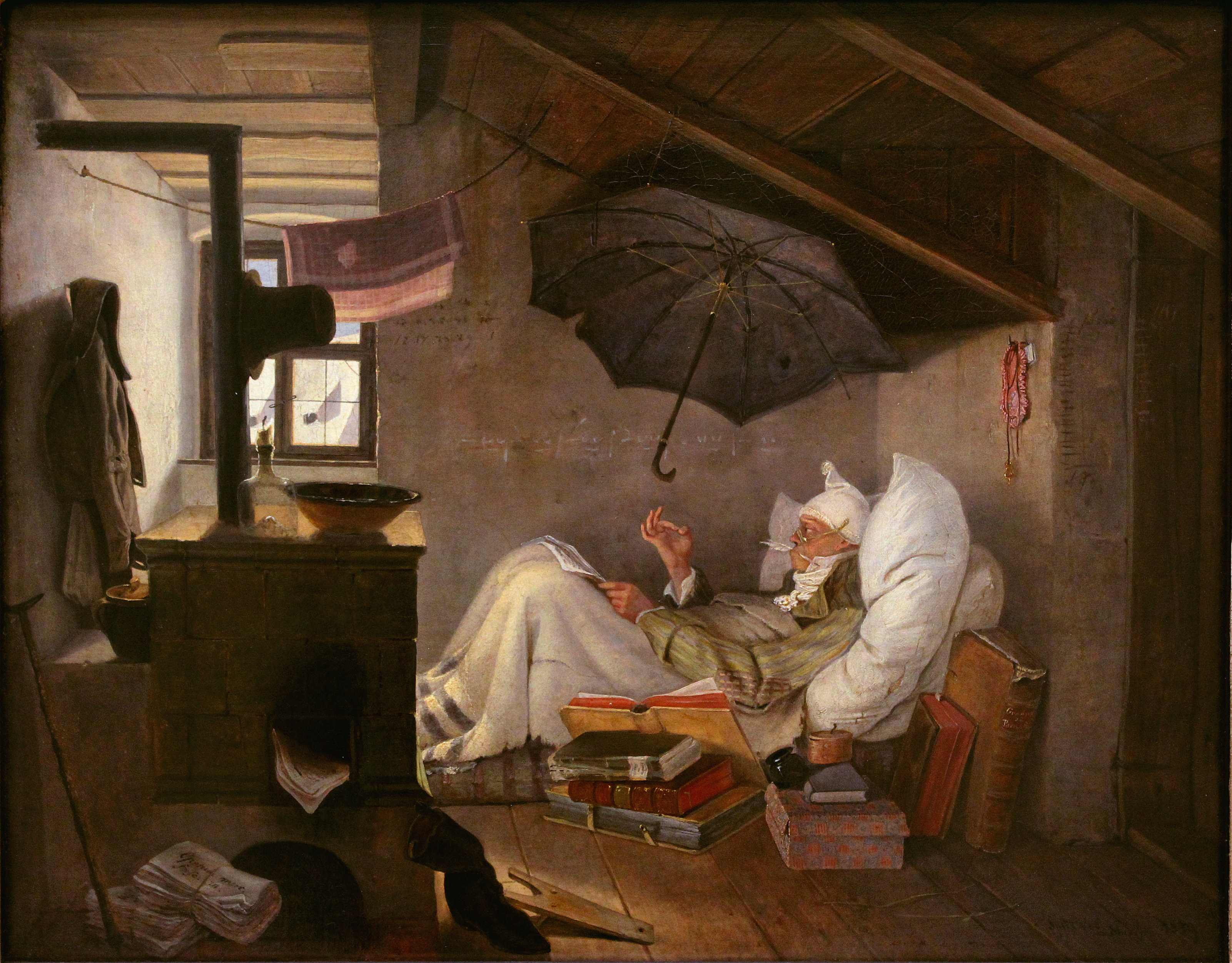
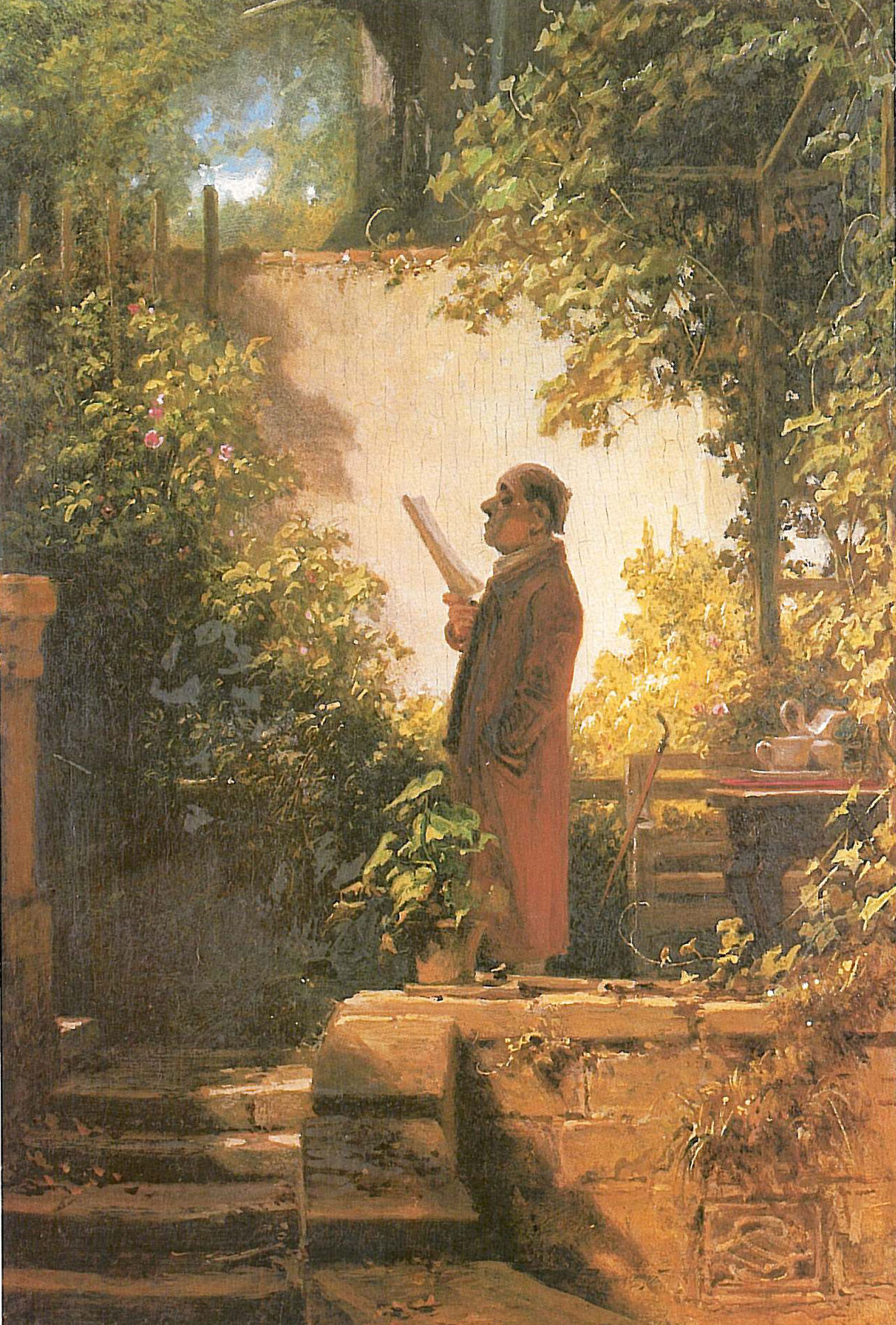
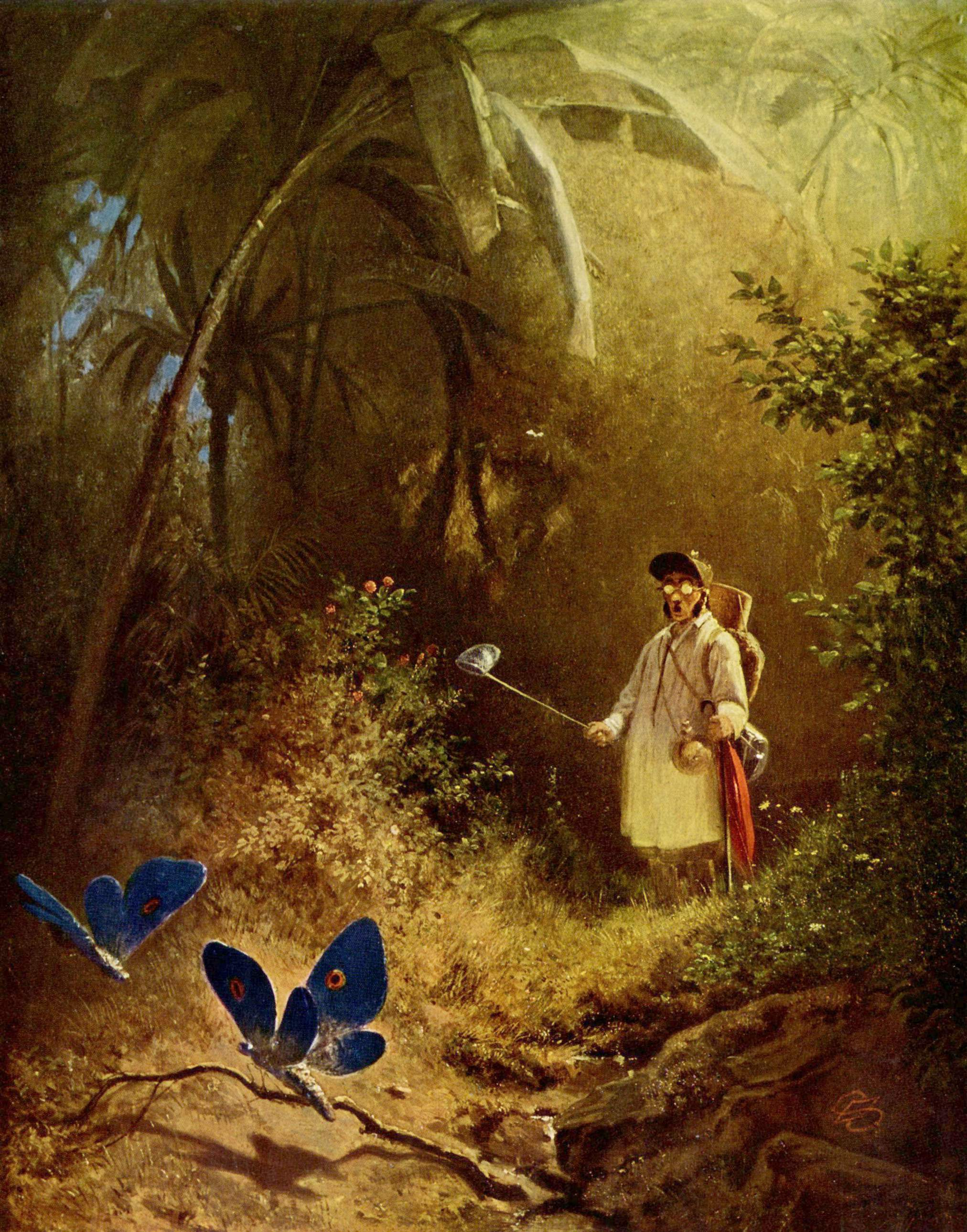
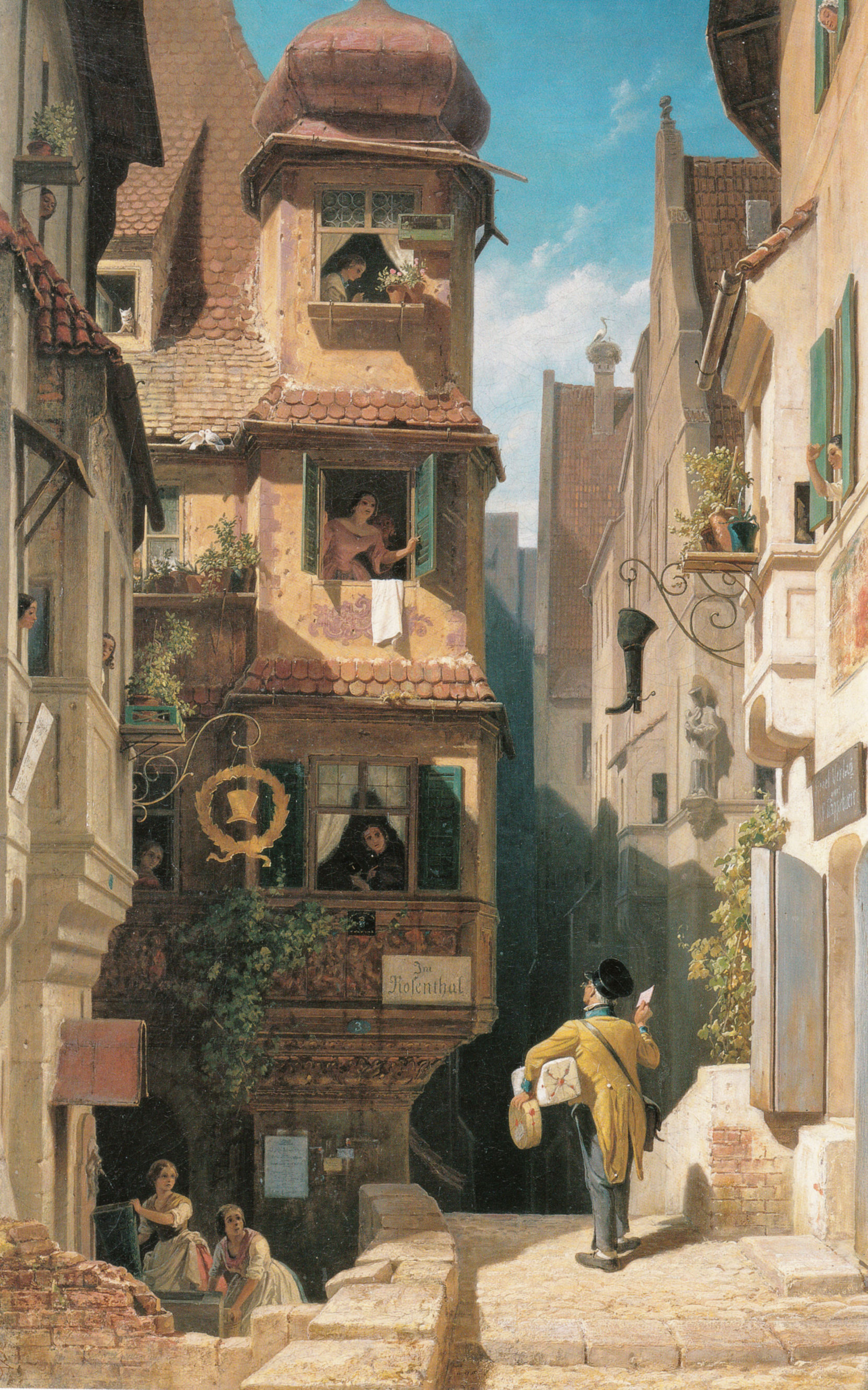
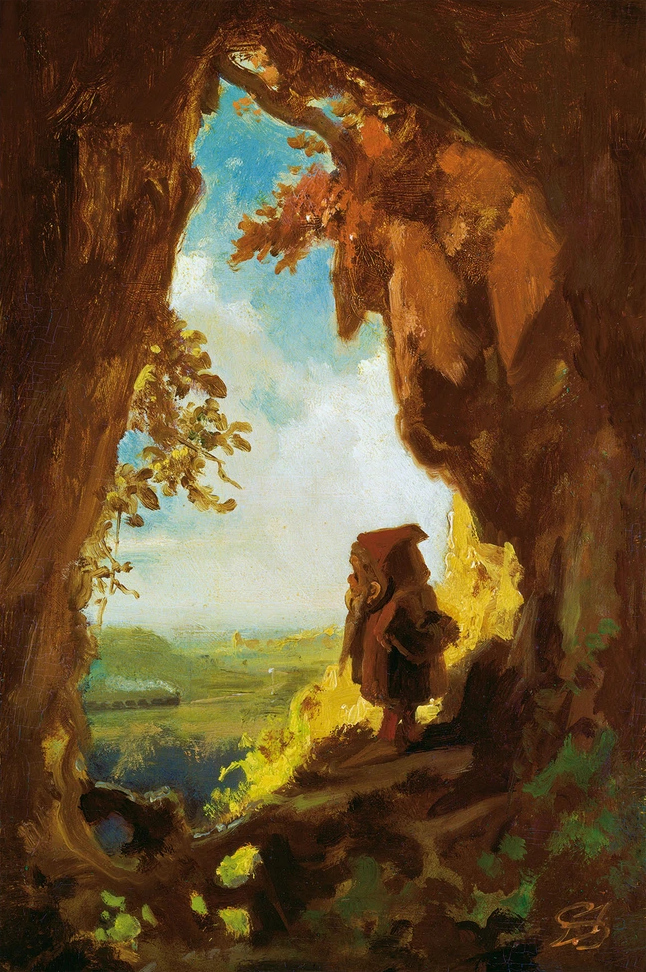
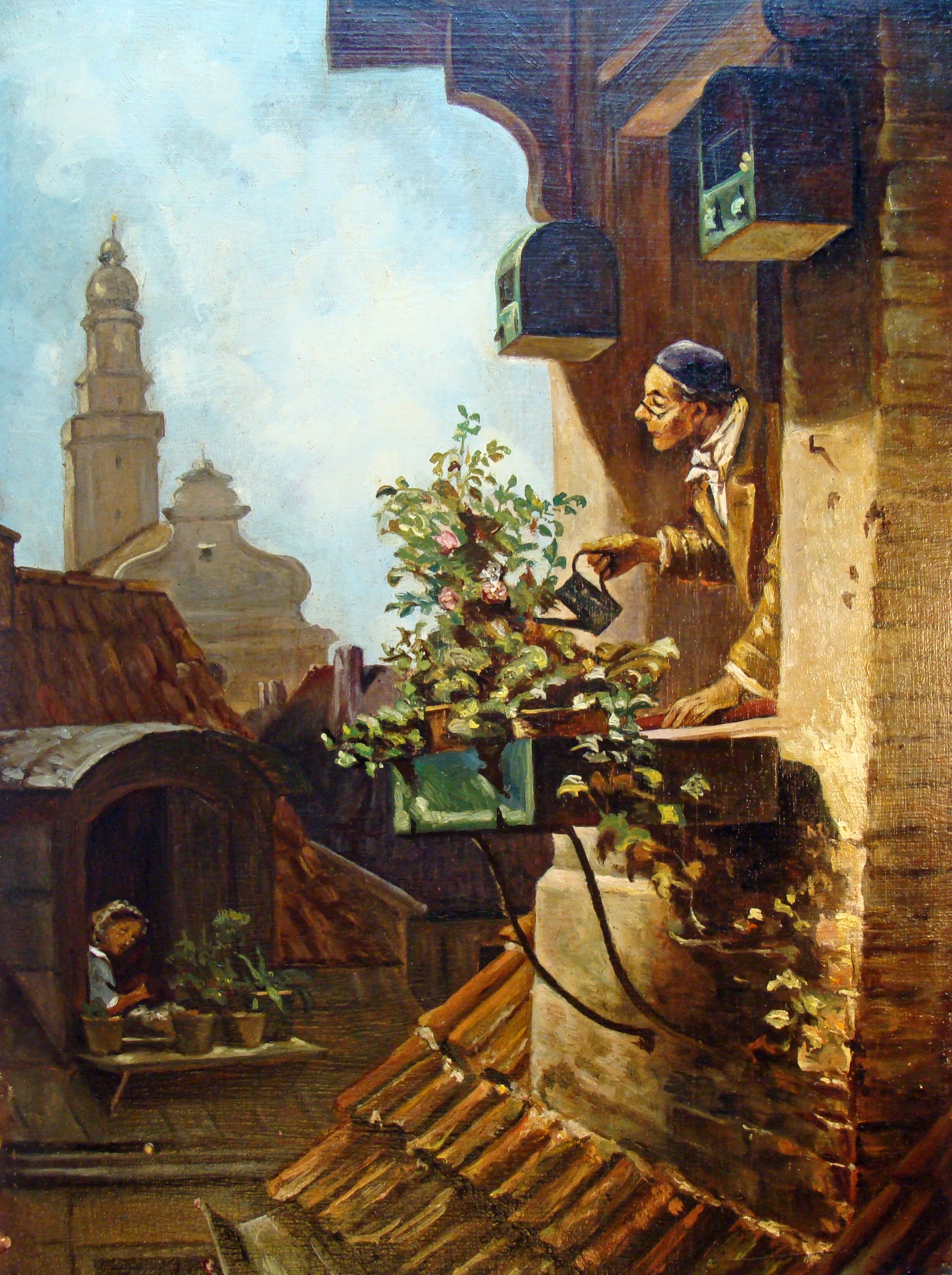
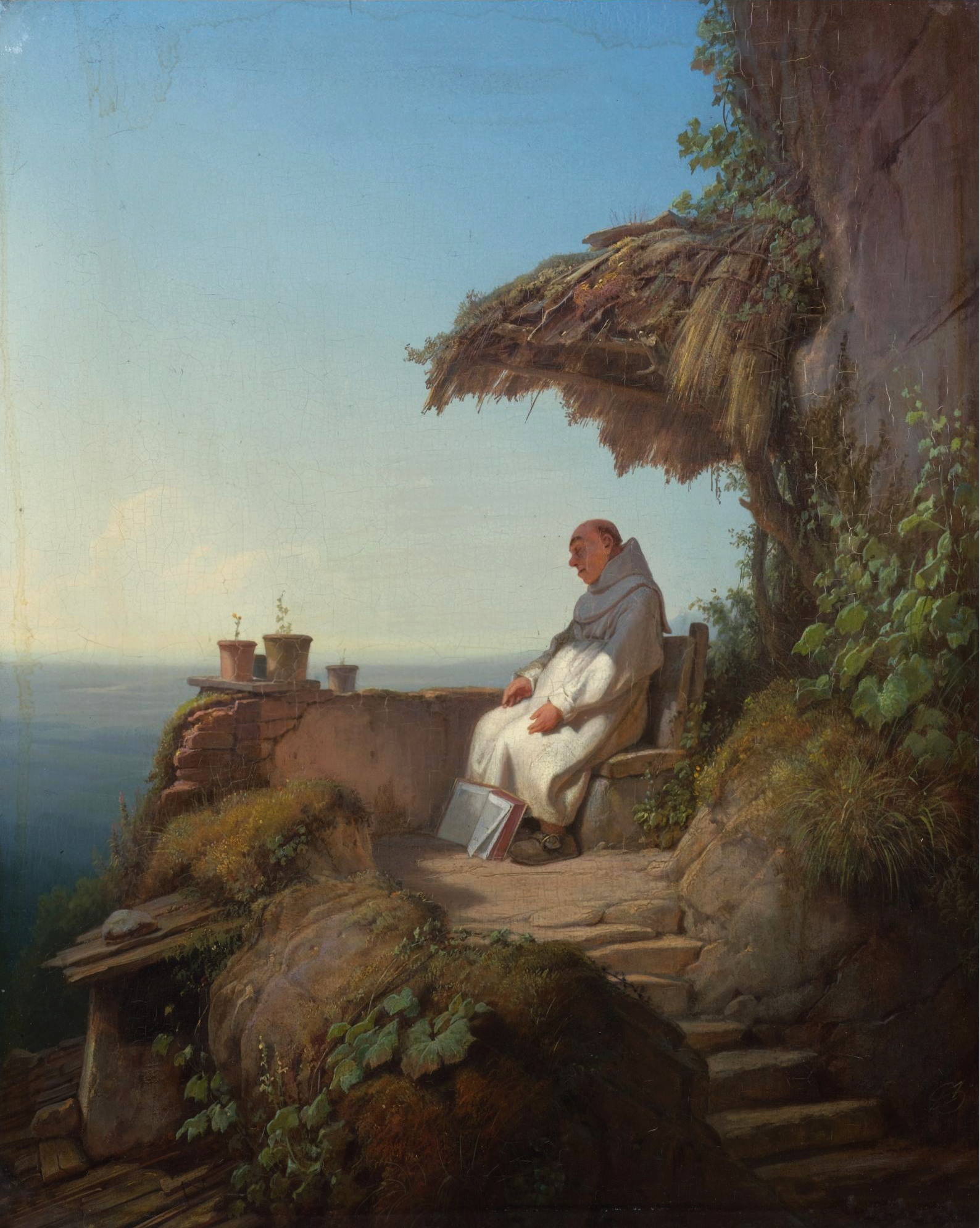
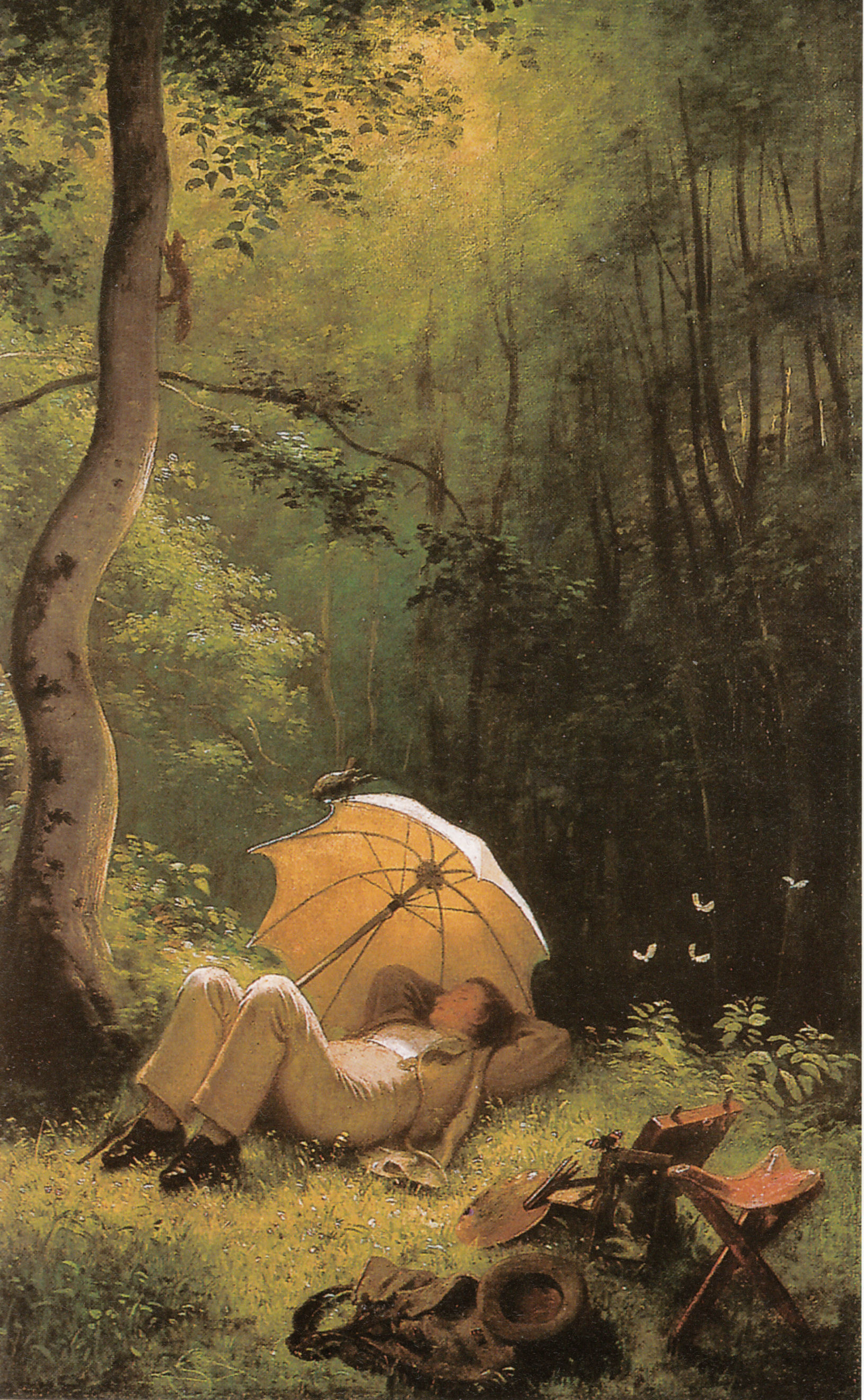
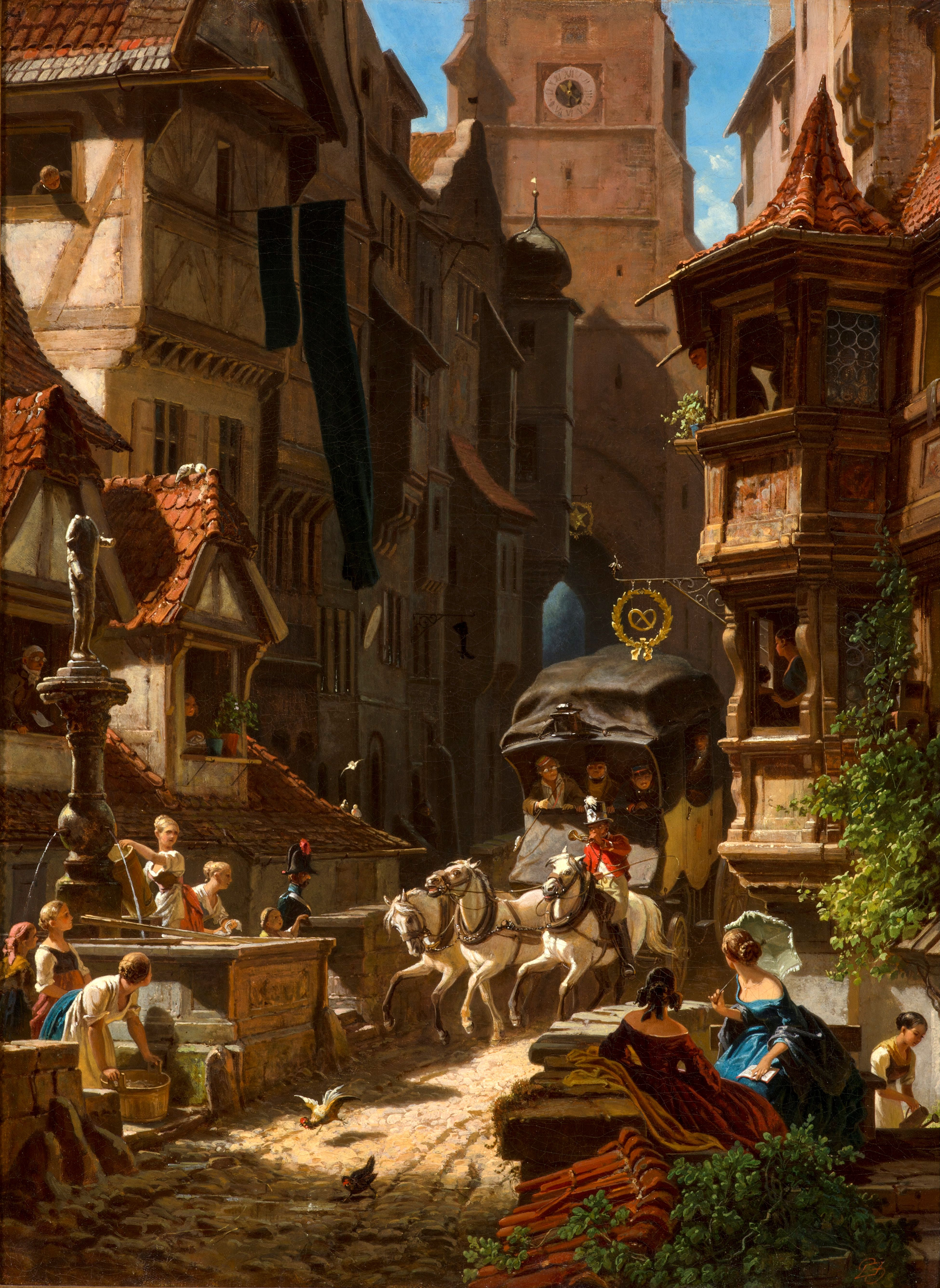